# Cnemaspis adii
Cnemapis adii là một chi thằn lằn trong họ Gekkonidae , loài này được phát hiện vào năm 2015 bởi Aditya Srinivasulu và các đồng nghiệp của ông trong Khu tổ hợp Đền.

## Mô tả
Cnemaspis adii là một loài Cnemaspis có kích thước trung bình với mõm dài từ 31,7 đến 34,9 milimét (1,25 đến 1,37 in). Nó có một cái đuôi dài và cứng. Loài có vảy nhỏ dạng hạt ở mặt lưng và các vảy nhẵn, chồng lên nhau ở mặt bụng. Nó có khoảng 22 đến 26 vảy bụng. C. adii có mắt tròn và có màu từ nâu đến nâu đỏ.
C. adii sống giữa các Ghat Đông và Tây ở khu vực bán đảo Ấn Độ. Nó là loài thằn lằn duy nhất được biết đến sống ở khu vực này. Nó hoạt động vào ban ngày.

## Phát hiện
Cnemaspis adii lần đầu tiên được phát hiện giữa những tàn tích của Di sản Thế giới Hampi ở Karnataka, Ấn Độ bởi một nhóm do Bhargavi Srinivasulu đứng đầu, trong một chuyến đi nghiên cứu dơi năm 2012. Sau đó, các bức ảnh về loài này được so sánh với tắc kè đã biết và nhóm nghiên cứu của Srinivasulu xác định nó có khả năng là một loài độc nhất vô nhị. Ba mẫu vật sau đó đã được thu thập để xác minh kết luận. Cùng với Chelmala Srinivasulu và G. Chethan Kumar, cô đã công bố những phát hiện ở Zootaxa vào tháng 4 năm 2015. Tên gọi cụ thể được chọn để vinh danh Aditya Srinivasulu, con trai của họ, một người đam mê động vật hoang dã và là một nhà nghiên cứu độc lập nghiên cứu sinh học bảo tồn và phân loại động vật có vú.